# Lago Palena
Lago Palena är en sjö i Argentina, på gränsen till Chile. Den ligger i den sydvästra delen av landet, 1 500 km sydväst om huvudstaden Buenos Aires. Lago Palena ligger 927 meter över havet. Arean är 135 kvadratkilometer. Den sträcker sig 11,3 kilometer i nord-sydlig riktning, och 37,3 kilometer i öst-västlig riktning.
Trakten runt Lago Palena är nära nog obefolkad, med mindre än två invånare per kvadratkilometer.